# Мария Магдалина (картина Россетти)

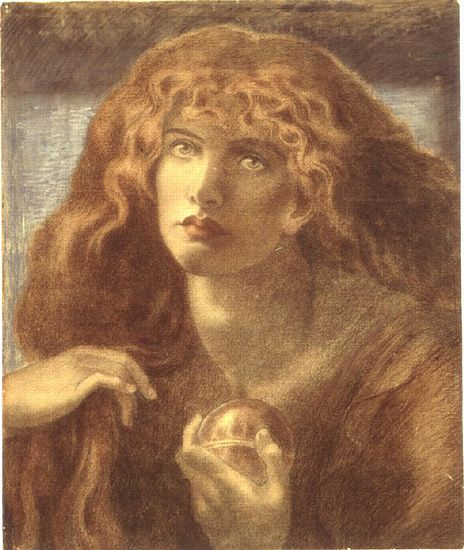
Эскиз 1867 года

«Мария Магдалина» — картина английского художника-прерафаэлита Данте Габриэля Россетти, созданная в 1877 году. На данный момент находится в собрании Художественного музея Делавэра.
Исследователи так и не смогли точно установить, кто стал натурщицей для картины, предполагается, что это домработница Россетти по имени Мэри. Существует карандашный эскиз для картины 1867 года, для которого позировала Алекса Уайлдинг.
Картины на библейские сюжеты были характерны для раннего творчества Россетти, но он возвращается к образу Марии Магдалины в конце 1870-х годов, что послужило причиной этого — не известно. При этом образы падших женщин присутствуют на протяжении всей творческой жизни художника, начиная с картины «Найденная». Мария Магдалина изображена с чашей в руке, из которой, по преданию, она омывает ноги Иисусу миром, после чего вытирает их своими роскошными волосами. У Россетти, как и в традиционных изображениях, у Марии Магдалины здесь красивые длинные волосы.
Примерно в 1879 году Россетти задумал создать для картины две пределлы, на которых были бы изображены библейские сцены — две встречи с Христом — омывание его ног до распятия и снятие его тела с креста, но они никогда не воплотились в жизнь.